# Southern California Lazers
I Southern California Lazers sono stati una società di calcio statunitense con sede a Torrance, nello stato di California.

## Storia
I Southern California Lazers vennero fondati nel 1978 per gareggiare nell'American Soccer League. La squadra venne affidata a Laurie Calloway nel duplice ruolo di allenatore-giocatore. Nella stagione d'esordio i Lazers ottennero il 3º posto nella Western Division, accedendo alla fase finale del torneo. Nella semifinale di divisione incontrarono i California Sunshine, che li eliminarono.
Al termine del torneo la squadra terminò ogni attività.

## Allenatori
- 1978  Laurie Calloway